# Méliphage à bec grêle
Acanthorhynchus tenuirostris
Espèce
Statut de conservation UICN

 LC  : Préoccupation mineure
Le Méliphage à bec grêle (Acanthorhynchus tenuirostris) est une espèce de passereaux méliphages trouvés dans le sud-est de l'Australie. On le trouve dans les bois clairsemés ainsi que dans les jardins de villes comme Sydney et Melbourne. Il mesure quinze centimètres de long  et a un plumage noir, blanc et marron, un œil rouge et un bec incurvé vers le bas caractéristique.

## Description
Le mâle mesure 13 à 16 centimètres de long avec un long bec fin noir incurvé vers le bas; la tête est noire, le dos gris brun, la gorge est blanche barrée d'un trait rouge, les yeux sont rouges. La nuque est brun-rouge, le dos est gris-brun et le ventre cannelle. La queue, foncée est bordée de blanc sur les côtés. Les femelles et les jeunes sont plus petits et plus ternes.

## Distribution et habitat
On le trouve dans les forêts sclérophylles et les zones broussailleuses depuis la région de Cooktown au nord du Queensland, en Nouvelle-Galles du Sud à l'est de la cordillère australienne, au Victoria et jusque dans la Chaîne de Flinders à l'est de l'Australie-Méridionale ainsi qu'en Tasmanie. Ne craignant pas l'homme, on le trouve dans les jardins où il y a suffisamment de végétation pour lui fournir couvert et abri.

## Alimentation
En plus du nectar, il se nourrit d'insectes et d'autres petits animaux ainsi que de baies et de fruits

## Reproduction
La saison de reproduction va d'août à décembre avec une à deux couvées. Le nid en forme de coupe profonde est fait de feuilles, d'écorces et de plumes. Il est situé dans la fourche d'un buisson. La couvée est faite de 2 à 3 œufs roses avec des taches d'un rouge brun.

## Sous-espèces
D'après la classification de référence (version 5.2, 2015) du Congrès ornithologique international, cette espèce est constituée des quatre sous-espèces suivantes (ordre phylogénique) :
- Acanthorhynchus tenuirostris cairnsensis  Mathews 1912
- Acanthorhynchus tenuirostris dubius  Gould 1837
- Acanthorhynchus tenuirostris halmaturinus  Campbell,AG 1906
- Acanthorhynchus tenuirostris tenuirostris  (Latham) 1801

## Galerie

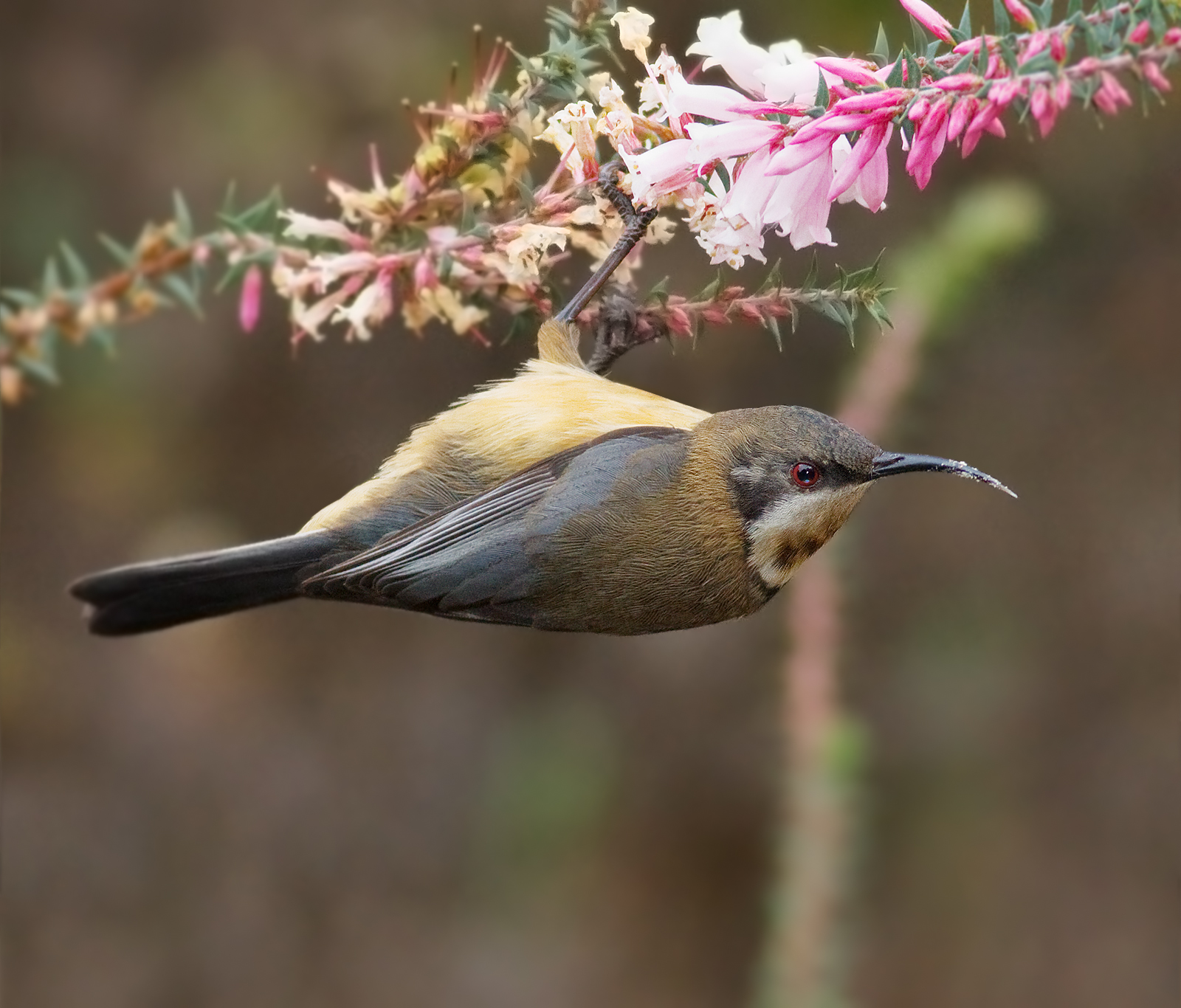
Femelle